# Анна Гембіцька
Анна (Уршула) Ґембіцька (нар. 7 листопада 1991 р. у м. Влоцлавек) — польська державна службовиця, юристка і політикиня, у 2019 р. заступниця держсекретаря в Міністерстві інвестицій та розвитку та урядова уповноважена у справах малого та середнього бізнесу. З 2019 р. членкиня Сейму 9-го терміну. У 2020 році державна секретарка у Міністерстві фондів та регіональної політики, а також державна секретарка у Міністерстві сільського господарства та розвитку сільських територій.

## Життєпис
Дитинство дівчини минуло в Тулібово. Випускниця ІІІ ліцею імені Марії Конопницької у Влоцлавеку. У 2019 році закінчила навчання на факультеті права та адміністрації Варшавського університету. Під час навчання вона входила до Незалежної студентської асоціації, була членкинею її національних органів влади та стала генеральною секретаркою цієї організації. Пізніше зайнялася діяльністю в Асоціації Колібер.
Працювала в неурядових організаціях, займалася фондами ЄС та цифровізацією. З 2016 року була асистенткою і радницею Матеуша Моравецького. Після того, як Матеуш Моравецький зайняв пост прем'єр-міністра, вона стала його секретаркою. У 2018 році невдало балотувалася до Куявсько-Поморської обласної ради. Того ж року увійшла до складу Ради Національного інституту свободи — Центру розвитку громадянського суспільства. У лютому 2019 року обійняла посаду уповноваженої Куявсько-Поморського воєводства з питань сталого розвитку.
На парламентських виборах у 2019 році успішно балотувалася до Сейму Республіки Польща 9-го терміну від списку «Права і справедливості» в Торуньському виборчому окрузі. Вона посіла друге місце в списку своєї партії у цьому окрузі, набравши 15305 голосів. У січні 2020 року вона обійняла посаду державної секретарки Міністерства фондів розвитку та регіональної політики, відповідаючи за місцеві соціальні ініціативи. У жовтні того ж року вона стала державною секретаркою у Міністерстві сільського господарства та сільського розвитку.

## Особисте життя
Одружена з Шимоном Дзюбицьким.